# Nette
Nette er en flod i  den tyske delstat Rheinland-Pfalz, og en af Rhinens bifloder  fra venstre med en længde på 45 km. Den har sit udspring i Eifel, syd for Nürburg. Nette løber østover gennem Mayen og landskabet Maifeld  før den munder ud i Rhinen mellem Weißenthurm og Andernach lidt nordvest for Koblenz. 
50°25′42″N 7°26′56″Ø / 50.4284°N 7.4489°Ø